# A nagy zsozsó (film, 2004)
A nagy zsozsó (eredeti cím: The Big Bounce) 2004-ben bemutatott amerikai bűnügyi-vígjáték, melyet George Armitage rendezett Elmore Leonard 1969-ben megjelent azonos című regénye alapján. A főszerepet Owen Wilson, Charlie Sheen, Sara Foster és Morgan Freeman alakítja. Leonard regényét korábban már feldolgozták egy 1969-ben készült azonos című filmben, amelyet Alex March rendezett Ryan O’Neal főszereplésével.
A film 2004. január 30-án jelent meg.
Egy kisstílű szélhámos és egy hawaii ingatlanfejlesztő csaló összefog, hogy 200.000 dolláros zsákmányt szerezzenek.

## Cselekmény
Jack Ryan szörfös és piti tolvaj, egy baseballütővel veszekszik a megfélemlítő Lou Harrisszel. Harris egy hawaii építkezés művezetője, amelyet a kétszínű milliomos Ray Ritchie vezet. Amikor Jacket kiengedik a börtönből, a rendőrség és Ritchie üzlettársa, Bob Rogers Jr. is felszólítja Jacket, hogy hagyja el a szigetet. Walter Crewes bíró azonban megkedveli Jacket, szállást és ezermesteri munkát ajánl neki egy kis, tengerparti bungalókból álló üdülőhelyen, amely a bíró tulajdonában van. Jack számos alkalommal találkozik Harrisszel és ifjabb Rogersszel.
Ritchie minden (jelentős) vagyonát a felesége, Alison nevére íratja. Emellett megcsalja feleségét egy jóval fiatalabb szeretőjével, Nancy Hayes-szel. Amikor Nancy érdeklődést mutat Jack iránt, a bíró figyelmezteti, hogy a nő „a bűnöző típusokat” kedveli, és nem lehet megbízni benne. Jack belezúg Nancybe, és együtt törnek be házakba szórakozásból és haszonszerzésből.
Nancy egy tervet javasol Jacknek, hogy ellopjon 200.000 dollárt, amelyet Ritchie kenőpénzekre és maffiaügyletekre tart. Megszervezi, hogy Jack lopakodjon be Ritchie házába, hogy ellopja a pénzt a széfből. Jack odaérve megtudja, hogy Nancy megmérgezte Ritchie-t, Alisonnal összeesküdve. Nancy felültette Jacket, hogy ő legyen Ritchie „gyilkosa”, Alison pedig lelőtte őt, mint betolakodót. Kiderül, hogy a bíró Alison szeretője, és ő is részese volt az összeesküvésnek, és mindketten megígérik, hogy Nancy megkapja a 200.000 dollárt. Jacknek sikerül ellopnia a pénzt a széfből, és kis híján megmenekül, így Alison és a bíró otthagyja Nancyt, hogy Ritchie gyilkosának állítsa be.
Alisont és a bírót látják Ritchie jachtján hajózni, amikor a holttestét az óceánba dobják. Nancy-t álruhában látják, amint megpróbál elmenekülni a szigetről, mielőtt letartóztatják Ritchie meggyilkolásáért. 
Jack egy limuzinban elhalad Nancy mellett, megáll, hogy minden jót kívánjon neki.

## Szereplők
| Szerep         | Színész            | Magyar hang    |
| -------------- | ------------------ | -------------- |
| Jack Ryan      | Owen Wilson        | Széles László  |
| Walter Crewes  | Morgan Freeman     | Kristóf Tibor  |
| Bob Rogers Jr. | Charlie Sheen      | Czvetkó Sándor |
| Nancy Hayes    | Sara Foster        | Orosz Anna     |
| Lou Harris     | Vinnie Jones       | Bognár Tamás   |
| Ray Ritchie    | Gary Sinise        | Juhász György  |
| Alison Ritchie | Bebe Neuwirth      | Molnár Zsuzsa  |
| Joe            | Willie Nelson      | Rudas István   |
| Bob Rogers Sr. | Harry Dean Stanton | Csuha Lajos    |

## Fogadtatás
A film általánosságban negatív kritikákat kapott; a Rotten Tomatoes kritikai összesítő szerint 134 kritika alapján a kritikusok 16%-a értékelte pozitívan a filmet, 4,1/10-es átlagpontszámmal.

## Bevétel
A film megbukott az amerikai jegypénztáraknál, 50 millió dolláros költségvetésével szemben mindössze 6 808 550 dolláros bevételt tudott gyűjteni.

## Fordítás
- Ez a szócikk részben vagy egészben  a   The Big Bounce (2004 film) című angol Wikipédia-szócikk fordításán alapul.  Az eredeti cikk szerkesztőit annak laptörténete sorolja fel. Ez a jelzés csupán a megfogalmazás eredetét és a szerzői jogokat jelzi, nem szolgál a cikkben szereplő információk forrásmegjelöléseként.